# Scawton
Scawton – wieś w Anglii, w North Yorkshire. Leży 12,1 km od miasta Thirsk, 32,2 km od miasta York i 312,3 km od Londynu. W 1961 roku civil parish liczyła 84 mieszkańców. Scawton jest wspomniana w Domesday Book (1086) jako Scaltun/Scaltune.